# Arsène Copa
Arsène Copa (sinh ngày 7 tháng 6 năm 1988 ở Moanda) là một cầu thủ bóng đá người Gabon, hiện tại thi đấu cho AS Mangasport.

## Sự nghiệp quốc tế
Tiền vệ này là thành viên của Đội tuyển bóng đá quốc gia Gabon.